# Vienna (logiciel)
Pour les articles homonymes, voir Vienna.
Vienna est un lecteur de flux RSS/Atom libre pour Mac OS X. Il utilise WebKit et supporte AppleScript et Growl. Il est programmé Objective-C avec Cocoa et SQLite.